# 北条貞宣
北条 貞宣（ほうじょう さだのぶ）は、鎌倉時代末期の武将。北条氏の一門。父は大仏流北条宣時とされるが、北条政忠（まさただ）とする系図もある。
元服時に得宗家当主・北条貞時より偏諱（「貞」の1字）を受けて貞宣と名乗る。もう一方の「宣」の字は宣時に由来すると考えられる。
正宗寺本「北条系図」、佐野本「北条系図」、前田育徳会所収の「平氏系図」による記述と「公衡公記」における正和4年（1315年）の鎌倉大火の記事で「丹波守貞宣の屋敷が類焼した」と書かれていることから、官途は丹波守であったと推定される。子には時英、高貞、貞芙、女子がいたと伝わる。
政治的な活動としては、正和2年（1313年）、甥の北条維貞と交替で引付頭人に就任、死去する元応2年（1320年）5月まで務めたとされる。
「続千戴和歌集」「続後拾遺和歌集」に、それぞれ一首歌が採録されている。